# Van Zon op Zaterdag
Van Zon op Zaterdag was een satirisch en kritisch televisieprogramma over actuele onderwerpen. De eerste uitzending was op zaterdag 13 juni 2009 om 20:30 uur bij de VARA op Nederland 1. De vier afleveringen in begin 2010 werden om 21:25 uitgezonden op Nederland 1. De vijf afleveringen werden gepresenteerd door Henk van Zon (Erik van Muiswinkel) en Anneke Schuytema-de Boer (Ellen Pieters), samen met kok Jan (Patrick Stoof).
De teksten werden geschreven door Jeroen van Merwijk, Hans Riemens, Edo Schoonbeek, Peter Heerschop en Erik van Muiswinkel.

## 2009
Er wordt een positieve blik op de kredietcrisis geworpen. Presentator Henk van Zon (Erik van Muiswinkel) laat zijn rechtse geluid horen terwijl de gasten allerlei activiteiten uitvoeren.

## 2010
In iedere aflevering is er een bepaald thema: het klimaat, inspraak, geloof en feminisme. Als running gag werden personen anoniem gemaakt met een vreemd stemmetje, waarbij de laatste woorden van diegene dan gingen over het voorkomen van zo een situatie, met afsluitende zin "maar niet met zo'n gek stemmetje".
| Datum uitzending | Thema                          | Acteurs en hun rol(len) |
| ---------------- | ------------------------------ | --- |
| 13 juni 2009     | Kredietcrisis                  | Erik van Muiswinkel, Ellen Pieters, Patrick Stoof als kok Jan, Diederik van Vleuten als Charles Darwin, Pierre Bokma als zakkenvullende bankier, Arie Koomen als cabaretier Frits Enkebach, Frank Lammers als de gewone man Jan van Doorn en als een van de twee vertegenwoordigers, Sanne Wallis de Vries als iemand uit het publiek genaamd Daniëlle van Kesteren en als topsporter Fanny Blankers-Koen, Henry van Loon als een van de twee vertegenwoordigers en als topsporter Abe Lenstra, Thomas van Luyn als zanger Louis Davids en Lange Frans als zichzelf.                                   |
| 16 januari 2010  | Klimaat / De broeikasleugen    | Erik van Muiswinkel, Ellen Pieters, Patrick Stoof als kok Jan, Bram van der Vlugt als God, Owen Schumacher als aanklager in een rechtbank en milieu-trendwatcher, Sanne Wallis de Vries als Bernadette van het WNF, Mike Boddé als maffialid en pianist, Frank Lammers als panda en de gewone man, Jeroen van Merwijk als rechter, Arie Koomen als slachtoffer in een rechtbank en eskimo, Annick Boer showt kleding en Raymond Kurvers zingt een duet. |
| 23 januari 2010  | Inspraak / De Schijndemocratie | Erik van Muiswinkel, Ellen Pieters, Patrick Stoof als kok Jan, Arie Koomen als aangeklaagde stratenmaker in een rechtbank en spreker uit het publiek, Frank Lammers als spreker in het publiek en als zodanig op de bank, Herman Finkers als een van de hogere heren uit Den Haag, Jeroen van Merwijk als rechter, Mike Boddé als hooligan-spreker, gewone man "Sjen van Geulen" uit het publiek en zanger, Owen Schumacher als architect in een rechtbank en mister X en Sanne Wallis de Vries als een van de hogere heren uit Den Haag.                                                              |
| 30 januari 2010  | Geloof                         | Erik van Muiswinkel, Ellen Pieters, Patrick Stoof als kok Jan, Arie Koomen als wetenschapper, Bianca Krijgsman als het kind, Bram van der Vlugt als God, Frank Lammers als de gewone man, Hadewych Minis zingt mee in een koor, Jeroen van Merwijk als rechter, Martine Sandifort zingt mee in een koor, Mike Boddé als een van de twee anonieme carnavalszangers, Owen Schumacher als Chris in het duo Chris en Joke die van hun gereformeerde geloof zijn afgestapt, Sanne Wallis de Vries als Joke in het duo Chris en Joke die van hun gereformeerde geloof zijn afgestapt en Niels van der Gulik. |
| 6 februari 2010  | Feminisme                      | Erik van Muiswinkel, Ellen Pieters, Patrick Stoof als kok Jan, Owen Schumacher als een van de twee bouwvakkers en een van de twee "captains of industry", Sanne Wallis de Vries als rechter en moeder tegelijk en Aletta Jacobs, Mike Boddé als bouwvakker en pianist voor de blues van Hadewych Minis, Frank Lammers als aangeklaagde werkgever en een van de twee "captains of industry", Hadewych Minis als Henriette Roland Holst en zangeres van een blueslied, Martine Sandifort als klagende astronauten-sollicitant en Koningin Wilhelmina en Bianca Krijgsman als het kind Jesse.             |